# Isoflurano
El isoflurano (1-cloro-2,2,2-trifluoroetil difluorometil éter) es un éter halogenado usado como anestésico inhalatorio. Junto con el enflurano y el halotano, reemplazaron a los éteres inflamables usados en los primeros días de la cirugía. Su uso en medicina humana está empezando a declinar, siendo sustituido con el sevoflurano, desflurano y el anestésico intravenoso llamado propofol. El isoflurano aún es usado con frecuencia en cirugía veterinaria.
El isoflurano es siempre administrado en conjunto con aire u oxígeno puro. A menudo se utiliza también el óxido nitroso. Aunque sus propiedades físicas indican que la anestesia puede ser inducida más rápidamente que el halotano, su acritud puede irritar el sistema respiratorio, negando su ventaja teórica conferida por sus propiedades físicas. Se utiliza normalmente para mantener el estado de anestesia general inducido por otra droga como el tiopentato o propofol. Se vaporiza rápidamente pero es líquido a temperatura ambiente. Es completamente no inflamable.

## Modo de acción
El modo de acción del isoflurano es imperfectamente conocido. Reduce la sensibilidad al dolor (analgesia) y es un relajante muscular. El isoflurano parece unirse a los receptores de GABA, glutamato y glicina. Potencia la actividad de los receptores de glicina, lo que disminuye la actividad motora. Inhibe la actividad de los receptores en los subtipos de receptores de glutamato NMDA. Inhibe la conducción en los canales de potasio activados. También actúa sobre las moléculas intracelulares. Activa la ATPasa de calcio aumentando la fluidez de la membrana. Se une a la subunidad D de la sintasa ATP y la deshidrogenasa NDH [ref. requerido].
Se administra a la máscara mediante un vaporizador anestésico y se combina con óxido nitroso y oxígeno. Su olor penetrante impide su uso para la inducción de la anestesia, especialmente en los niños. Su CAM es de 1,15% vol. Su bajo costo comparado con el desflurano y el sevoflurano todavía lo hace a veces preferible a estos dos gases más modernos, especialmente en la medicina veterinaria.

## Farmacocinética
Presenta un coeficiente de partición sangre/gas menor que el del halotano, así la inducción con isoflurano es relativamente rápida. Más del 99% del isoflurano administrado se elimina inalterable por los pulmones. A la vez, este anéstestico volátil no pareciera ser mutágeno, teratógeno o carcinógeno.
Una gran ventaja del isoflurano es que la patente que cubre su uso ha expirado, por lo tanto su uso es económico.